# Jim Hall (automobilista)
James Ellis Hall, conhecido como Jim Hall (Abilene, Texas, 23 de julho de 1935) é ex-automobilista e dono da equipe de automóveis dos Estados Unidos. Competiu na Fórmula 1 entre 1960 e 1963 participando em um total de 11 Grandes Prêmios, além de diversas outras corridas fora do campeonato. Marcando 3 pontos em sua carreira. Além disso, se inscreveu para disputar duas corridas de resistência: as 24 Horas de Le Mans de 1963 com Dan Gurney, assim como as 12 Horas de Sebring com vários co-pilotos.

## Legado
Jim Hall tem lugar especial na história do automobilismo devido ao resultado de ele ser a "força motivadora" e proprietário de parte, com Hap Sharp, dos Chaparral Cars. Com base na cidade natal de Hall em Midland, durante os anos 1960, na SCCA, e mais tarde na Can-Am, Chaparral Cars foram os carros mais inovadores em corridas, Hall era um dos adeptos iniciais de aerodinâmica aplicados aos carros de corrida e que o principal proponente da tecnologia fez para a década inteira. Ele teve um ano sabático no início de 1970, competindo em várias corridas de  SCCA Trans-Am Series. A equipe Chaparral Cars de Hall conseguiu à dianteira na  CART), incluindo duas vitórias nas 500 Milhas de Indianápolis em 1978 e 1980; este último com o primeiro do efeito solo nos carros. Ele viria a se tornar chefe de equipe em sua equipe nomeada "Jim Hall Racing" até 1996, quando se aposentou das corridas completamente.

## Resultados na Fórmula 1
(Legenda)
| Ano  | Equipe                     | Chassis  | Motor     | 1       | 2       | 3      | 4     | 5     | 6     | 7     | 8       | 9     | 10    | Classificação | Pontos |
| ---- | -------------------------- | -------- | --------- | ------- | ------- | ------ | ----- | ----- | ----- | ----- | ------- | ----- | ----- | ------------- | ------ |
| 1960 | Jim Hall                   | Lotus 18 | Climax L4 | ARG     | MON     | 500    | NED   | BEL   | FRA   | GBR   | POR     | ITA   | USA 7 | NC            | 0      |
| 1961 | Jim Hall                   | Lotus 18 | Climax L4 | MON     | NED     | BEL    | FRA   | GBR   | GER   | ITA   | USA Ret |       |       | NC            | 0      |
| 1962 | Jim Hall                   | Lotus 21 | Climax L4 | NED     | MON     | BEL    | FRA   | GBR   | GER   | ITA   | USA DNS | RSA   |       | NC            | 0      |
| 1963 | British Racing Partnership | Lotus 24 | BRM V8    | MON Ret | BEL Ret | NED 11 | FRA 8 | GBR 6 | GER 5 | ITA 8 | USA 10  | MEX 8 | RSA   | 12º           | 3      |

## Outros resultados

### 24 Horas de Le Mans
| Ano  | Equipe                     | Veículo        | Co-piloto  | Posição | Nota                |
| ---- | -------------------------- | -------------- | ---------- | ------- | ------------------- |
| 1963 | North American Racing Team | Ferrari 330LMB | Dan Gurney | DNF     | Caixa de engrenagem |

### 12 Horas de Sebring
| Ano  | Equipe                     | Veículo                        | Co-piloto          | Colocação | Razão de falha    |
| ---- | -------------------------- | ------------------------------ | ------------------ | --------- | ----------------- |
| 1959 | Carroll Shelby Sports Cars | Maserati 250S                  | Hap Sharp          | 41º       |                   |
| 1960 | Hap Sharp                  | Cooper T49 Monaco              | Hap Sharp          | DNF       | Cilindro quebrado |
| 1961 | NART                       | Ferrari Dino 246S              | George Constantine | 6º        | Vitória na classe |
| 1962 | Chaparral Cars Inc.        | Chaparral 1                    | Chuck Daigh        | DNF       | Direção           |
| 1963 | Chaparral Cars             | Chaparral 1                    | Hap Sharp          | DNF       | Motor             |
| 1964 | McKean Chevrolet Inc.      | Chevrolet Corvette Grand Sport | Roger Penske       | 17º       |                   |
| 1965 | Chaparral Cars             | Chaparral 2A                   | Hap Sharp          | 1º        | Vitória global    |
| 1966 | Chaparral Cars Inc.        | Chaparral 2D                   | Hap Sharp          | DNF       | Suspensão         |
| 1967 | Chaparral Cars             | Chaparral 2F                   | Mike Spence        | DNF       | Diferencial       |